# Sarah Desjardins
Sarah Desjardins, née le 15 juillet 1994 à Vancouver (Colombie-Britannique), est une actrice canadienne connue pour ses rôles de Maddy dans la série Netflix Project MC2  ainsi que Donna dans Riverdale ou encore Jenna Hope dans la série Youtube Premium Impulse.

## Biographie
Sarah Desjardins est née et a grandi à Vancouver, en Colombie-Britannique. Elle a un frère cadet.

## Carrière
De 2019 à 2021, elle incarne Donna Sweett dans la série Riverdale.

## Filmographie

### Cinéma
- 2016 : A.R.C.H.I.E. (en) de Robin Dunne : Isabel
- 2017 : Coldzone de John MacCarthy : Claire
- 2023 : Float de Sherren Lee
- 2025 : Tron: Ares de Joachim Rønning

### Télévision

#### Séries télévisées
- 2011 : Cluedo, nouvelle génération : Whitney (5 épisodes)
- 2013 : Supernatural : Robin (jeune)
- 2015 : Wayward Pines : Carrie
- 2016 : Van Helsing : Catherine (4 épisodes)
- 2016–2017 : Project MC2 : Maddy McAlister (12 épisodes)
- 2017 : Imaginary Mary : Melissa
- 2018–2019 : Impulse : Jenna Hope (20 épisodes)
- 2019–2021 : Riverdale : Donna Sweett (16 épisodes)
- 2020 : Les Nouvelles Aventures de Sabrina : Katie
- 2021 : Debris : Nicole Hegmann
- 2021–2022 : Yellowjackets : Callie Sadecki (5 épisodes)
- 2022 : Sur ordre de Dieu : Emma Smith, jeune
- 2023 : The Night Agent : Maddie Redfield (10 épisodes)
- 2024 : Dead Boy Detectives : Shelby

#### Téléfilms
- 2011 :  J. K. Rowling : La Magie des mots : Diane Rowling à 13-15 ans
- 2012 : Kiss at Pine Lake : Zoe à 15 ans
- 2013 : Romeo Killer: The Chris Porco Story : Melanie Sullivan
- 2015 : Piégés : Sydnee
- 2015 : Truth and Lies : Barb
- 2016 : Unleashing Mr. Darcy : Zara Darcy
- 2016 : I Didn't Kill My Sister : Brooke
- 2017 : Drink, Slay, Love : Tara[5]
- 2017 : Woman of the House : Misty